# Joaquín Camargo Gómez
Joaquín María Carlos José Camargo Gómez, (Estepa, Sevilla, 4 de marzo de 1866 - Buenos Aires, Argentina, 17 de julio de 1929), conocido como «El Vivillo», fue un famoso bandolero español, considerado como el penúltimo de esta raza de bandidos y forajidos que actuaron en las sierras andaluzas durante la primera mitad del siglo XX.
En la zona central de Andalucía todavía se escucha la frase "tienes más valor que el Vivillo" cuando alguien hace algo temeroso saliendo indemne y que podía haber tenido un coste importante si hubiera salido mal, no teniendo que aplicarse solo a una fechoría sino también a lo cotidiano.
La carrera delictiva de «El Vivillo» se desarrolló entre 1890 y 1908, año en el huyó a Argentina siendo extraditado a España en 1909. Fue detenido y encarcelado hasta que es absuelto entre 1912 y 1913, tras lo cual dictó sus Memorias al periodista Miguel España e intentó una nueva vida como picador de toros en la cuadrilla del diestro conocido como Morenito de Alcalá, aprovechándose de sus dotes como excelente caballista.

## Biografía
Natural de Estepa (Sevilla), «El Vivillo» nació el 4 de marzo de 1866 en una modesta casa señalada con el número 3 en la antigua calle de la Verdad, llamada hoy Médico Ruiz. Era el décimo de los dieciséis hijos de una humilde familia campesina. Todos sus hermanos, salvo José, quince años mayor que él, murieron prematuramente.
Su padre se llamaba Miguel Camargo y su madre Rosalía Gómez y Gómez, con quien se casó por los años 1840 o 1845. Se dedicaba su padre al cuidado de su herencia, no teniendo otro oficio que el de labrador. Dice el mismo «Vivillo» que el capital de su padre era de unos seis o siete mil duros, capital que conservó íntegro toda su vida.
De sus 16 hermanos (seis varones y diez mujeres) murieron catorce de pequeños quedando al final vivos solo dos, siendo el mayor José, que era quince años mayor que él y que vivió toda su vida dedicado a la venta ambulante de paños y telas.

### Infancia
A los seis años le llevaban a la escuela, donde no tardó en destacar por la viveza de su genio, de ahí su alias, manifestando las cualidades que le definirán como adulto: voluntarioso, descarriado, de ánimo resuelto e impetuoso. El maestro, don Alejandro Machuca, hombre de estatura mediana, adusto, gruñón, mal trajeado y peor encarado pues era bizco, aconsejó a la familia que le dieran estudios superiores.
«El Vivillo» era bastante aventajado pero su inquietud y travesura natural eran, a menudo, causa de serios castigos que don Alejandro, inflexible, le aplicaba con todo rigor. Aún intentando escabullirse del castigo echándose de bruces al suelo y escurriéndose bajo las mesas, al final, caía en poder del maestro que tirándole del pelo exclamaba enfurecido: "¡Ya te pillé! ¿Eres muy «vivillo»; pero no te vale conmigo!" Por ello, sus compañeros terminaron llamándole «el Vivillo».
Siendo un niño conoció a su paisano Juan Caballero, «El Lero», bandolero estepeño de la época romántica, por quien sentía profunda veneración, y cuando este célebre excaballista reunía en su célebre café que tenía en la calle Molinos, según su costumbre, a sus muchos admiradores, para hacerles pintoresco relato de sus robos y hazañas caballistas, jamás faltó «El Vivillo» como oyente.

### La muerte de su madre
La madre, haciendo caso al consejo de don Alejandro, quiso que su hijo Joaquín estudiara la carrera eclesiástica. Para ello contó con la ayuda de su cuñado, el tío Antonio, que era sacerdote. El padre no se opuso a ello pero tampoco apoyó con decisión el proyecto que la madre había trazado para con su hijo.
Al final, todo quedó reducido a la nada. Una pulmonía sesgó la vida de la madre. Una mañana del mes de diciembre de 1871 la madre sintió un fuerte dolor en el costado y a los pocos días, el 10 de dicho mes, expiraba rodeada de toda la familia.
La pérdida de la madre marcó de por vida a «El Vivillo», cambiando para siempre su destino.
Muerta la madre, cuando «El Vivillo» contaba tan solo con 9 años, abandonó la escuela de don Alejandro y pasó a la escuela de don Manuel Cantos, hombre que gozaba fama de seriedad y rectitud y que era bastante más moderado en sus castigos y disciplinas. En esa escuela solo estuvo un año, abandonando a los diez años por completo los estudios para ayudar a su padre en sus haciendas.

### La madrastra
Pasó algún tiempo en la casa paterna. Pero en 1878 su padre contrajo nuevo matrimonio con Pilar Galván (mujer de cuarenta y siete años, alta, gruesa, rubia, con ojos que, aun siendo azules, por tener cierta dureza en la expresión, mostrábanse altaneros y dominadores. Era mujer de arranque y decisión, de firme voluntad, de temperamento de mando), bajo cuya influencia el muchacho fue tratado con excesivo rigor. Joaquín huyó del hogar y fue a Osuna a reunirse con su hermano (12 de mayo), quien le devolvió de nuevo a Estepa. Marchó de nuevo a Osuna, donde, recomendado por José, trabajó como mozo —por ochenta reales, cama y comida— en la posada del Chepe.

### La muerte del padre
El domingo 11 de septiembre de 1881, estando trabajando en Osuna, recibió una carta de su hermano en la que le decía que el padre estaba en peligro de muerte.  Inmediatamente se puso en camino a Estepa y al traspasar el umbral de su casa paterna entendió enseguida que su padre ya había fallecido. A pesar de la mala relación que mantuvieron los últimos años «el Vivillo» estrechó llorando sus manos de mármol pretendiendo, inútilmente, darle vida. 
Una vez enterrado el cadáver del padre, aquel joven muchacho de tan solo 17 años cogió del brazo a la madrastra, que lloraba de miedo y temblaba de terror, y la invitó con paños calientes a salir para siempre de aquella casa en la que, según el mismo «Vivillo» decía, jamás tendría que haber entrado. Ante la inusitada mirada de los aun vecinos que permanecían en la casa, el muchacho, con toda entereza les dijo: "No os extrañe, en vuestra vida veréis siempre lo mismo. Primero sale la muerte, después llega la justicia".
Al día siguiente del sepelio ocupó la casa paterna con su hermano y la familia de este, y ambos se dedicaron al cultivo de las pocas tierras heredadas.

### Matrimonio

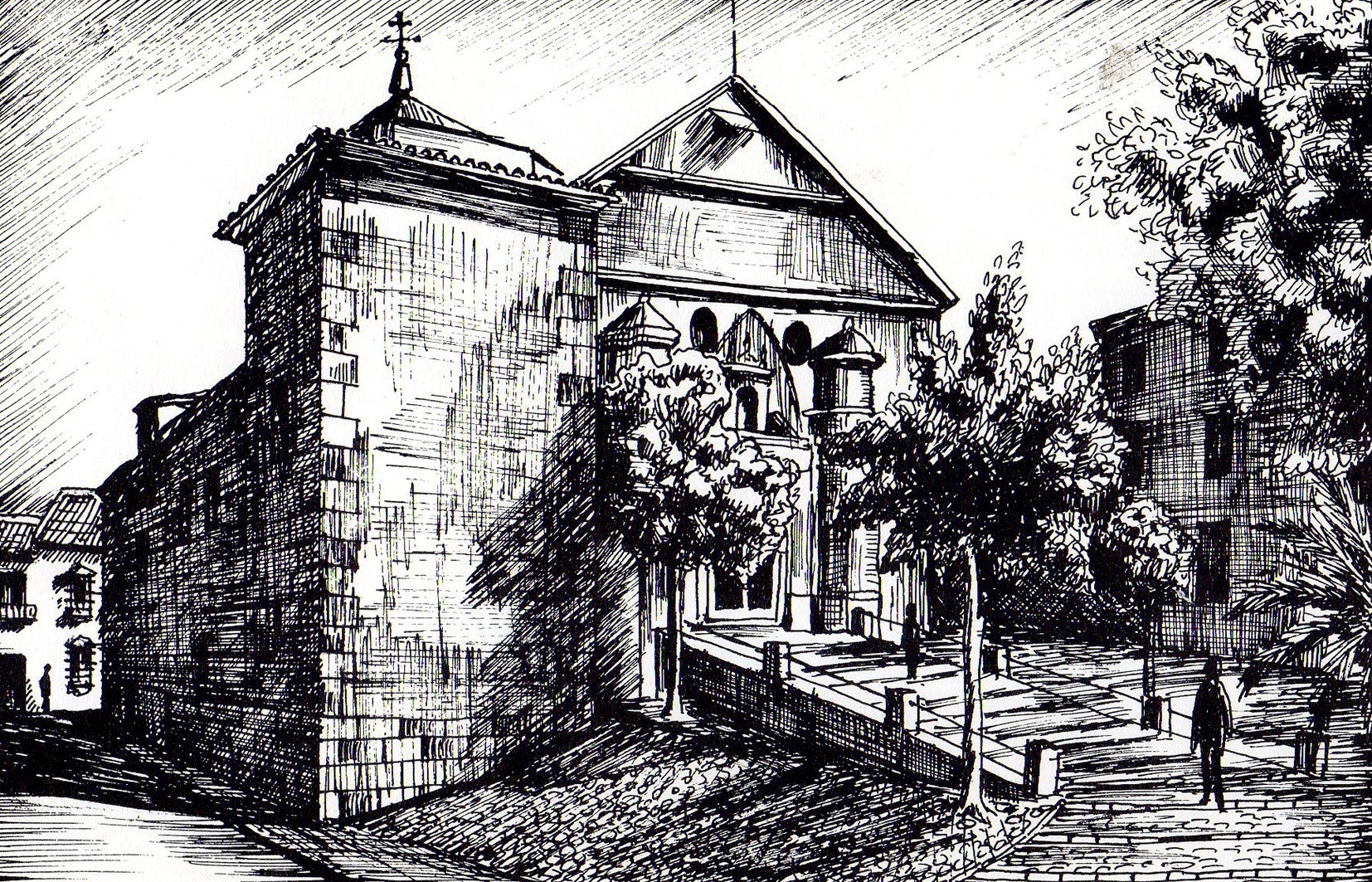
Parroquia de San Sebastián (Estepa). Dibujo recreando la Parroquia a finales del realizado por M. Prieto Martín con motivo del primer centenario de la publicación del Memorial Ostipense.

El jueves 10 de mayo de 1886, a los 20 años de edad, casó, tras un largo noviazgo, con Dolores Jiménez Reina de Estepa, de 18 años de edad, apadrinados por su prima Juana-Antonia Camargo y su marido Pablo Baena, en la parroquia de San Sebastián, la misma en la que fue bautizado.
Al año del casamiento nació su primera hija, a la que llamaron Carmen. La niña murió poco antes de cumplir los 2 años. El matrimonio tuvo 9 hijos; seis mujeres y tres varones, no quedándoles vivos más que cinco, que se llamaron Rosalía, Dolores, Carmen, Juan y Miguel. Para mejorar los exiguos ingresos adquirió una yunta de mulas que le ayudaran en las labores del campo. Trabajaba de sol a sol sin apenas descanso con su yunta para obtener unas cuantas monedas extras que, llegada la hora de la distribución, había que repartir entre el gasto de manutención de las mulas y la alimentación y gastos de toda la familia.
Su idea sobre la vida que llevaba la expuso en su autobiografía Memorias del Vivillo, op. cit., pág. 60:

Yo, con mis veinte años, era no más un pobre labriego, con el pan tasado, el cofre exhausto y las manos vacías.

Comenzó a ir de noche a las tabernas donde el tema de conversación siempre era «el contrabando». Reunidos los paisanos en derredor de una mesa, cada cual contaba una historia; cada uno relataba una hazaña. Aquellos relatos del oro ganado con tanta facilidad cuando más necesitado se encontraba le torturaba la mente y casi no le dejaba dormir. La figura del contrabandista empezó a encandilarle. Comparaba su dura vida con la de aquellos valientes pletóricos de dineros.
Una de aquellas noches, alguien contó una aventura donde la ganancia había sido colosal. El mérito de la acción se debió a un hermoso caballo tordo, con crines y cola de gigante, con remos finos como los de una liebre, con sangre andaluza del propio riñón de Andalucía. Oído esta historia ya no lo dudó un instante más, su resolución estaba tomada de una manera absoluta y categórica. Sería contrabandista pero, para ello necesitaba un caballo semejante al descrito aquella noche.
El problema era adquirir el caballo. No tenía ahorros, ni esperaba poder hacerlos, no podía vender los mulos, que con su trabajo, reposado y concienzudo, llevaban a su casa el único sustento diario.
Decidió entonces vender una parte de la tierra paterna heredada, consiguiendo en la venta la cantidad de cinco mil reales, cifra nada despreciable si se tiene en cuenta que a principios del siglo XX el sueldo medio en Andalucía era de once reales diarios por una jornada de más de 45 horas.
Pronto adquirió un caballo que reunía todas sus exigencias. Era un alazán firme y airoso, con apenas cinco años, de largas crines y riza cola, de finos remos y de andar ondulante, de patas firmes y pecho de acero, cuyo nombre era «Careto».

## La etapa de contrabandista

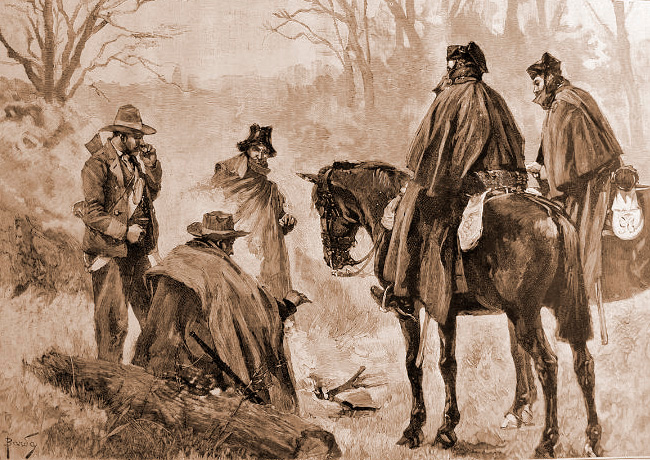
Recreación de contrabandistas del campo de Gibraltar capturados por la Guardia Civil. Principios del.

Una vez que ya tenía caballo se decidió a emprender el camino hacia el Campo de Gibraltar. Para ello encomendó a su suegro el cuidado de la yunta de las tierras que aún poseía. Era una mañana del mes de marzo de 1888 cuando salió de Estepa. Vestía pantalón de pana y botas de cuero recio, cruzadas por correas que las ajustaban a los tobillos; chaqueta gris de coderas, corta a la andaluza y sombrero de ala ancha. Guardaba en la faja tres mil reales que aún le quedaban de la venta de parte de las tierras.
Su primera parada fue en la venta de la «Atalaya», entre Almargen y Arriate, para cenar y pasar la noche. En ella conoció a un grupo de diez contrabandistas al que se unió sin pensarlo ya que él desconocía ese mundo y necesitaba asesoramiento. El grupo estaba comandado por un tal José García. Con ellos cruzó la sierra del «Atalayón», y después de cuatro días de marcha llegaron a La Línea de la Concepción. Al tercer día marcharon todos hacia Gibraltar. Llegaron a una de las innumerables tabaquerías que hay en Gibraltar, y cada cual hizo su compra.
Terminada la compra, cerca de la costa, se hizo la señal y una vez que obtuvieron respuesta cargados con los paquetes sobre los perros contrabandistas, estos fueron lanzados al agua. Pronto estuvo todo terminado. Pisaron tierra firme, cogieron los fardos de los lomos de los perros, los cargaron sobre los caballos y huyeron a galope de aquella zona tan vigilada.
A los pocos días entró en Estepa con el producto de aquel primer alijo que había superado con creces todas las expectativas. Al venderlo por la campiña estepeña consiguió mucho dinero, más del que había imaginado. Con esas ganancias pasó algunos días en Estepa descansando de tan dura experiencia.
Hizo algunos viajes más al Campo de Gibraltar con el género vendido a muy buen precio, y tanto en la serranía de Ronda como en la campiña estepeña consiguió reunir un beneficio neto de 12.000 pesetas, que le permitieron vivir cómodamente en Estepa durante algunos años.

## Huida de España, autoexilio

### Preámbulo
Al contrario que su paisano, el célebre bandolero romántico Juan Caballero, quien no ocultó en sus memorias su condición de bandolero, Joaquín Camargo, el «Vivillo», se presenta siempre inocente de cualquier acto delictivo que no tuviera que ver con el contrabando. En ninguna de sus páginas relata robo ni fechoría alguna. Y, por el contrario, relata sin ningún tipo de pudor su condición de mujeriego, de jugador empedernido y su culto a Baco, dios del vino y del éxtasis.
Desde luego se dio un acontecimiento que ondea claramente a su favor y que es necesario no dejar en el olvido. Y es que, cuando fue extraditado de Argentina, por orden del entonces ministro de gobernación español, Juan de la Cierva y Peñafiel, fue procesado por catorce causas, doce de ellas fueron juzgadas en Sevilla y, las dos últimas, fueron juzgadas en Córdoba. Pues bien, salió absuelto de todas ellas quedando en libertad, lo que obliga a admitir que judicialmente era inocente y, por tanto, no se podría ni debería afirmar que faltaba a la verdad cuando decía no haber cometido acto delictivo alguno.
Dice sobre esto Constancio Bernaldo de Quirós y Pérez:

«Habilísimo en la preparación de la coartada, jamás ha dado un golpe sin tenerla dispuesta. Por otra parte, si hay muchos golpes del "Vivillo" de que los Tribunales no han entendido, en cambio no todos los que ante éstos se le imputan fueron cometidos por él. El «Vivillo», como todos los bandidos de cartel, ha tenido parásitos de su nombre, malhechores astutos que le tomaron para delinquir impunemente, en una especie de mimetismo peculiar de la fauna delincuente.
…
La habilidad en la coartada, el parasitismo del nombre, explican la fortuna del "Vivillo", que, con su astucia de raposo, conseguiría hacerse pasar por víctima inocente, si no le perdiera la vanidad de que no sabe desposeerse enteramente y que se manifiesta en toda su conversación y en toda su literatura, pues es él un grafómano incorregible (acaba de publicar sus Memorias, con un afán exhibicionista, que se manifiesta no menos en la profesión de picador de toros a la que se ha lanzado el que a sí mismo se titula aventurero).»

### Viaje a Argelia
Ante tal despliegue de números de la Guardia Civil por la campiña estepeña, en la seguridad de que más tarde o más temprano sería capturado, decidió partir rumbo a Orán en junio de 1899. Por cierto, se sabe, por Antonio Rivero Ruíz, que iba acompañado por Manuel López Ramírez, alias «Vizcaya», acompañados ambos de sus respectivas familias. Allí le nació al «Vizcaya» su hija Pepa en el año 1901. Este dato no lo dice el «Vivillo» en sus Memorias, y seguramente lo oculta para cimentar más su rechazo a admitir que en algún momento de su vida había sido bandolero ni tenido relación con ellos.
Cambió su nombre por el de «José Sánchez», vendedor ambulante malagueño, y el de su mujer por «Florentina Calvo».
Después de pasar 15 días en Cartagena ultimando los preparativos, el día 17 de julio de 1899 parte toda la familia rumbo a Orán en el Correo Francés, llegando a su destino ese mismo día a las 12:00 h. de la noche.
Al siguiente día partieron en tren rumbo a Perigord, donde tomaron en traspaso por 500 pesetas la «Fonda Española», que les sirvió de medio de vida y de residencia familiar. Al año de su llegada nace su cuarto hijo, el primer varón, al que ponen por nombre Juan.
Allí aprendieron sus hijas francés, adquiriendo una cultura inusitada para las chicas rurales de principios del siglo XX que fue admiración de cuantos las conocieron durante el resto de sus vidas.
Por culpa de nuevos amoríos y para no tener mayor problemas con su familia se trasladaron todos a vivir a Orán, dedicándose a la venta al por mayor de frutas y otros artículos comestibles. En esta ciudad nace su quinto hijo, otro varón, al que ponen por nombre Miguel.
El 17 de abril de 1902 el periódico Le Drapeau Algérien informa de un robo de 30.000 francos a un hebreo en plena plaza de León. El español José Sánchez, es decir, el «Vivillo», es acusado, encarcelado y juzgado. Por falta de pruebas queda en libertad.
El 3 de marzo de 1903 se comete otro robo y de nuevo es acusado el español José Sánchez, de nuevo juzgado y de nuevo puesto en libertad.

### Regreso a España
Al sentirse profundamente vigilado decide abandonar Orán y volver a España, llegando a Cartagena el 17 de julio de 1903. Después de unos días la familia decide volver a Estepa, a la que llega a finales de agosto de ese mismo año.
El «Vivillo» solo permanece en su ciudad natal unas horas, volviéndose al Campo de Gibraltar para evitar ser capturado. Cuando llega recibe la mala noticia de que su amigo José García había fallecido. Además aquello ya había cambiado, el contrabando se hacía exclusivamente por mar y le fue del todo imposible encontrar a alguno de sus antiguos camaradas.
Ante semejante situación y sintiéndose cada vez más cercado toma la decisión de buscar mejor porvenir en Argentina, donde sabe que viven algunos paisanos suyos.

## El inicio del bandolero
Se le conoce, a mediados de 1892, dedicado a la venta ambulante de paños y telas, procedentes de Gibraltar, por pueblos de Jaén, Córdoba y Granada, cuando fue acusado de participar en un sonado asalto seguido de robo. La noche del 19 de septiembre (lunes), un grupo de tratantes y ganaderos, que acudían a la feria de Villamartín (Cádiz), fueron atracados por una cuadrilla de forajidos, entre los que parecía figurar «El Vivillo». El botín ascendió, se dijo, a un millón de reales; pero, en la refriega, uno de los salteadores, José Castellano, resultó herido de bala. La Guardia Civil registró, detuvo e interrogó a varias personas sin obtener resultados. Finalmente, aparecieron en un lugar manchas de sangre y una cédula personal a nombre de Castellano, que admitió haber participado en el delito e implicó a Camargo.
La noche del jueves 17 de mayo de 1894, la Guardia Civil irrumpió en su casa y, tras esposarle, le llevó a la cárcel de Jerez, donde permaneció una semana.
Luego, en conducción ordinaria, le llevaron a pie a Osuna, en lento y fatigoso viaje, cargado de cadenas.
De prisión en prisión, tras quince días en Utrera (Sevilla), casi al mes de haber salido de Jerez, llegó a su destino, donde fue encerrado.
En junio de 1895, Camargo y Castellano fueron trasladados a Cádiz, en cuya Audiencia había de celebrarse el proceso. En el juicio oral todas las pruebas le favorecieron. Los atracados, por incertidumbre o miedo, dijeron no reconocerle; varios vecinos de su pueblo afirmaron que aquel día había estado con ellos y el propio Castellano rectificó sus declaraciones y afirmó conocerle solo “de vista”, lo que dio por resultado su absolución.
El 4 de septiembre se produjo, en el camino que separa las localidades cordobesas de Cabra y Priego, un asalto muy similar al de Villamartín. En la madrugada del 8 fue nuevamente detenido y encerrado en la cárcel de Estepa, a disposición del juez de Cabra, en cuya prisión ingresa el 19. Le tomaron declaración y le carearon con otros tres detenidos, ninguno afirmó reconocerle; además, consiguió probar que el día 4 lo había pasado en una taberna de Estepa. No confiando esta vez en salir absuelto, decidió fugarse. Alguien le proporcionó unas herramientas con las que la noche del 17 de octubre de 1896 consiguió perforar el techo del calabozo y, saltando por los tejados de las casas próximas, salir al campo, llegando agotado a su pueblo, donde se refugió en casa de un pariente.
Tras pasar algún tiempo en el Campo de Gibraltar, dedicado —en colaboración con sus antiguos compañeros— al contrabando, que le proporcionó pingües beneficios, decidió, acosado por los carabineros y la Guardia Civil, marchar a Orán con su familia. Consiguió, para ello, que un amigo le cediera su cédula y la de su familia, pasando a ser José Sánchez, su esposa, Florentina Calvo y los hijos también cambiaron de nombre.
Tras superar alguna dificultad, el 17 de junio de 1898 llegaron a su destino sin novedad. Allí tomó en traspaso, por dos mil quinientas pesetas, una casa de comidas, la Fonda Española, no tardando en contar con numerosa clientela y consiguiendo excelentes beneficios, más un incidente relacionado con su afición al bello sexo produjo no pocos disgustos familiares y hubo de vender la fonda. Se dedicó durante algún tiempo a la adquisición de comestibles en los almacenes de la ciudad, para venderlos en las poblaciones inmediatas con excelentes ganancias.
Mientras, en la Península, otros cometían delitos que le eran achacados a él.
El 16 de abril de 1902 dos hombres fueron asaltados, en la plaza del León de Orán, por dos individuos que despojaron a uno de ellos, un comerciante hebreo, de diversos valores y más de treinta mil francos; el otro, un español, pudo avisar a la policía, asegurando haber reconocido entre los delincuentes a su compatriota José Sánchez, apodado «El Malagueño».
Detenido Camargo al día siguiente, no tardó en ser puesto en libertad por falta de pruebas.
Pronto advirtió que las cosas no le iban como antes, vigilado siempre por las autoridades locales que, finalmente, le obligaron a abandonar aquel territorio.
De nuevo en España, comprendió que no le quedaba otra salida que irse a las Américas en pos de tranquilidad y de fortuna. El 7 de abril de 1904, embarcó con el falso nombre de Lorenzo Vicent rumbo a Buenos Aires. A finales de otoño recibió la noticia del encarcelamiento de su mujer bajo una grave acusación. Regresó a España; Dolores había sido puesta en libertad, pero él había sido declarado en rebeldía, por lo que no se atrevió a acercarse a Estepa, permaneciendo los primeros meses de 1905 en el Campo de Gibraltar.
Ya en su pueblo, prefirió vivir en otro lugar a hacerlo en su casa.
El 20 de septiembre de 1906, se produjo otro asalto parecido al de Villamartín o al de la carretera de Cabra a Priego. Todos atribuyeron el delito a la pandilla de Camargo. Se endureció la acción policial, pero sin obtener resultados, lo que causó no pocas protestas.
Por Madrid circulaban unos ripios debidos a la ingeniosa pluma de Luis de Tapia: «Pasan las gentes curiosas / al cine de la actualidad. / Dos películas preciosas / verán de gran novedad: / ‘José Nakens con esposas’ / y ‘El Vivillo en libertad’ [...]».
Puso nuevamente los ojos en América, llegando el martes 24 de septiembre de 1907 a Buenos Aires, haciéndose llamar esta vez Antonio Barceló Rubio.
No tardó la policía española en interceptar una carta que revelaba su nombre y paradero, y Madrid solicitó de Buenos Aires la extradición del delincuente, que fue capturado el 24 de diciembre y embarcado para España el 1 de febrero de 1908. Ya en Cádiz recibió tratos vejatorios y los carceleros sevillanos se comportaron con idéntica dureza. Le comunicaron que tenía doce causas pendientes en Sevilla y dos en Córdoba. En su defensa recurrió a sus excelentes facultades intelectuales y a dos buenos abogados, el criminalista Banco Garzón y el diputado republicano Rodrigo Soriano, director del diario madrileño España Nueva, no tardando en verse libre de los cargos.

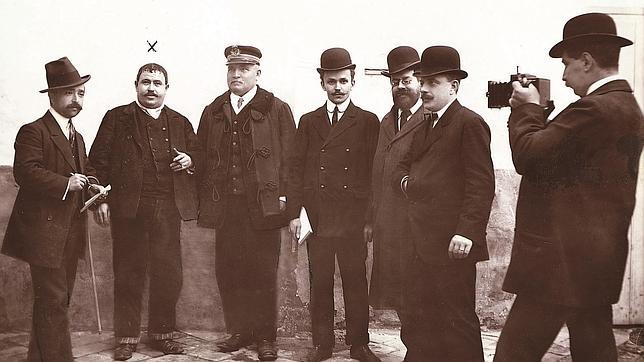
«El Vivillo», señalado por una cruz, durante su traslado a la cárcel de Córdoba - ABC, 1911

Ya en Córdoba, donde recibió mucho mejor trato, se señalaron los días 22 de mayo y 21 de junio de 1911 para la vista de las restantes causas. Consiguió gracias a su abogado, el prestigioso José María Ortega Contreras, quedar absuelto de toda culpa y, encima, protegido de cualquier otra inculpación, según el artículo 325 del Código Penal vigente, e incluso la posibilidad de procesar por calumnia o difamación a quien osase formular cualquier acusación contra él.
A las once de la mañana del 23 de junio abandonó la prisión. El mismo día pagó la minuta de su defensor, intercalando algún billete falso entre los buenos.
Al día siguiente regresó a Estepa, siendo recibido como un héroe. Agotado y convencido de que los buenos tiempos habían pasado —tenía ya cuarenta y seis años—, decidió buscarse alguna ocupación honrada, explotando su todavía gran popularidad.
El 13 de julio partió para Madrid; allí trató de hacer amistad con personas bien relacionadas. No logró, esta vez, sus propósitos y hubo de conformarse con ingresar en la cuadrilla del torero Antonio Moreno, «Moreno de Alcalá», como picador, debutando el domingo 17 de septiembre en Linares (Jaén); pero el primero de octubre su falta de práctica y el peso de los años le hicieron fracasar en el madrileño ruedo de Vista Alegre.
Intentó, sin éxito, otras actividades. Decidió escribir sus memorias, para lo cual se puso en contacto con el director de España Nueva, que le envió a su alojamiento de la calle de las Huertas —frente al palacio de Canalejas— a uno de sus más hábiles redactores, Miguel España. El libro se vendió bien, pero apenas le produjo beneficios.

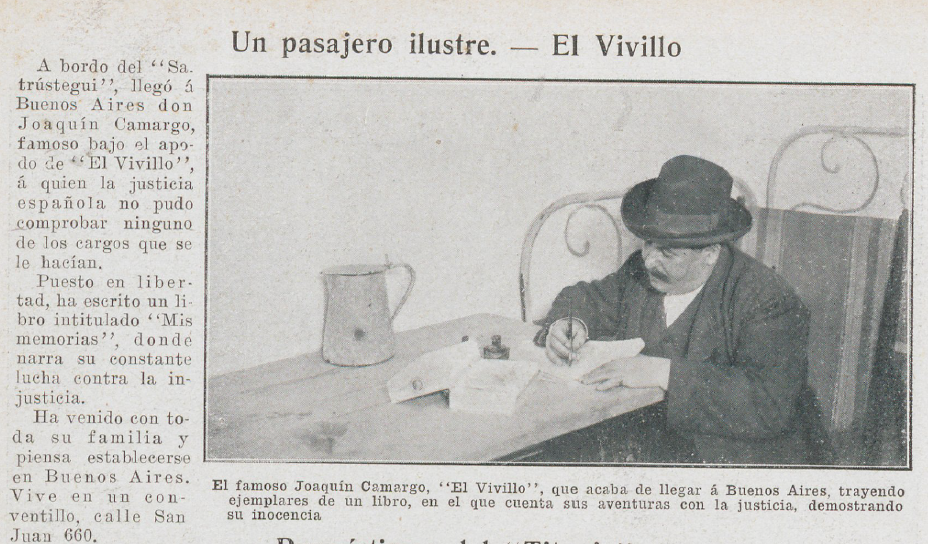
El Vivillo viaja a Argentina en 1912.

Regresó a Estepa, y en abril de 1912 abandonó definitivamente su pueblo natal con su familia y se estableció en Buenos Aires, donde abrió un modesto negocio de chacinería en el Mercado de Flores, no tardando en labrarse una holgada posición. Tras la defunción de su esposa, en 1915, se produjo un brusco cambio en su vida. Siguió con su puesto, pero poco a poco, afectado de una grave depresión, se distanció de sus amigos e hijos, ya casados. El 17 de julio de 1929 puso fin a su vida ingiriendo una fuerte dosis de cianuro potásico en su domicilio, la casa número 378 de la calle Azul.
Luis de Tapia, en La Libertad del 20 del mismo mes cantó el final de «El Bandido robado»: «¡Con gesto triste y sencillo / se ha suicidado ‘El Vivillo’! [...] / ¡Ha muerto el señor Joaquín!».

## Famosos asaltos perpetrados por «El Vivillo»
Uno de sus primeros asaltos, el más célebre de ellos, fue en 1893 cuando unos feriantes regresan de vender las bestias de Villamartín. «Refiere Rodrigo Soriano, en una biografía del bandolero, que aquella víspera de San Mateo cinco de los muchachos del «Vivillo» acechaban en el camino de las Cabezas de San Juan una presa segura. A lo lejos del camino se divisó un caballo que andaba lentamente. Un caminante lo llevaba de las bridas. Era el tío Gilito, que transportaba nada menos que cien kilos de onzas de oro (1), destinadas al mercado de Villamartín, con la despreocupación de quien cree que nadie puede sospechar de la carga. Instantes después el caminante estaba tendido boca abajo en el suelo y maniatado; mientras su cabalgadura era conducida a lugar seguro para los ladrones. Los feriantes seguían apareciendo hacia la Feria de Villamartín y uno a uno fueron colocados en la misma postura que el pobre del tío Gilito.
«Cuando unos doce feriantes habían sido atracados se escuchó la aproximación de una buena cabalgadura al galope. Era la jaca Morata con «cinco años en la boca, negra de color, andaluza, fina y ligera, de gran pujanza y brío» que le había costado a su jinete dos mil cuatrocientos reales. Sobre ella «El Vivillo». Se hizo el silencio entre los feriantes ante la naturalidad del bandolero que, aunque ausente en la acción, había sido el principal protagonista. Con voz meliflua y ceremoniosos y zalameros gestos, dijo a sus compañeros:
—Tanto bueno por aquí… ¡A los de Estepa no se les toca! ¡Muchachos, dadles vino del bueno!
»Fueron desatados y convidados todos con buen vino por la “generosidad” del bandolero, que había cobrado al riguroso contado el importe de la ronda».
Parece que esto pudo ocurrir en la zona del Amarguillo y que finalmente intervino la Guardia Civil logrando herir y detener solo a uno de ellos, José Castellano, que delató al Vivillo. En 1905 fue acusado de este y de otros muchos robos en la cárcel de Sevilla. Puesto en rueda de presos, no fue reconocido por ninguno de los robados, posiblemente por temor a la represalias. De todas las causas fue absuelto por falta de pruebas.
Mezclando leyendas sobre este bandoleros con hechos reales, incluso contados por él mismo en su biografía, parece que una de sus fechorías preferidas era esperar a los comerciantes a la ida o la vuelta de la Feria de Ganado de Villamartín: a los primeros cuando iban repletos de reales u otras moneda de la época para comprar ganado y a los segundos cuando volvían, igualmente con mucho dinero, por haber vendido la mercancía.

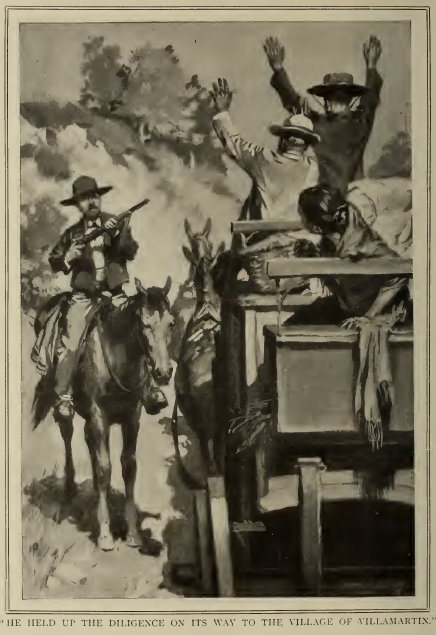
El Vivillo detuvo la diligencia en su camino hacia el pueblo de Villamartín

El blog Setenil Rural publica un interesante trabajo titulado «El Vivillo en Setenil», donde dice que «el salto a la fama de El Vivillo se da en 1893, con el robo a los feriantes que volvían de la feria de Villamartín», basado en un artículo de Francisco Rodríguez Marín, publicado en febrero de 1909 (16 años después de los acontecimientos). Cuenta dicho artículo cómo a la vuelta de la feria de Villamartín, un grupo de caballistas, siguiendo su técnica habitual, esperan a los feriantes que volvían con las carteras repletas de las ventas de ganado.
Uno de los atracos más sonados es el que afecta a don Pedro Guzmán, uno de los mayores contribuyentes de Setenil. Un descendiente suyo comenta de esta manera los hechos en su blog El Almirante Ruina: «La cantidad no era desdeñable, 2.000 duros en el año 1893 (en otras fuentes lo sitúa en 1903), producto de la venta de bestias en la Feria de Villamartín; el propietario de esa cantidad era Pedro Guzmán, vecino de Setenil de las Bodegas y tatarabuelo materno mío».
Por último, la revista Wide World (vol. XXII de noviembre de 1908, n.º 127 publica en inglés el artículo de José Mondego «El Vivillo, the brigand» muestra varias referencias a Villamartín, en la línea de lo ya comentado). Así cuenta el asalto a la diligencia de la imagen en el camino de Villamartín y como se aleja del lugar con increíble prontitud con el botín a cuarenta millas, usando relevos de caballos. A la vez el Vivillo se mostraba claramente borracho ante un destacamento de la Guardia Civil, que lo arresta, pero en el juicio sale absuelto por su extraordinario ingenio. También relata la hazaña contra el rico terrateniente don Pedro Guzmán «entre Villamartín y Setenil, aliviando al patrón de treinta y ocho mil Reales Españoles en billetes de banco para la compra de ganado en la feria anual de Villamartín».